# La reina de Montana
 La reina de Montana  (original: Cattle Queen of Montana) és una pel·lícula estatunidenca dirigida per Allan Dwan, estrenada el 1954 i doblada al català. Protagonitzada per Barbara Stanwyck i Ronald Reagan. El repartiment inclou Jack Elam, Chubby Johnson, i Morris Ankrum. La pel·lícula gira entorn de la família Jones, que intenta demostrar la propietat d'unes terres a Montana, quan és atacada per indis renegats associats amb el veí McCord, que aconsegueix gran part del bestiar robat. Dos supervivents són ajudats pel fill del cap dels Colorados, educat a la universitat. Ara Sierra Nevada Jones ha de lluitar per la seva terra contra tecnicismes legals i canalles diversos. Pot guanyar amb l'ajuda de les pistoles dels McCord.

## Argument
Un agent del govern arriba a Montana per investigar sobre el tràfic d'armes en benefici d'indis revoltats. S'enamora d'una criadora de bestiar, el ramat de la qual ha estat robat pels indis.

## Influència
A La reina de Montana , un dels homes de Tom McCord és disparat per Sierra Jones, i Farrel (Ronald Reagan), un altre dels homes de McCord i testimoni del tiroteig, menteix sobre com havia tingut lloc l'altercat, i marxa malgrat que se li demana que esperi a l'oficina central fins que Tom McCord aparegui. A la pel·lícula de Scorsese The Departed , el personatge de Leonardo DiCaprio, Billy Costigan, se li demana que es quedi a l'oficina central de la banda fins que tots els membres de banda ho hagin comprovat, però la deixa de tota manera. A The Departed hi ha també un home ferit que ha descobert la identitat de Costigan com a policia, com el personatge amaga un Marshall, i Costigan decideix marxar de l'oficina de la banda, per por que el puguin descobrir.

## Repartiment
- Barbara Stanwyck: Sierra Nevada Jones
- Ronald Reagan: Farrell
- Gene Evans: Tom McCord
- Lance Fuller: Colorados
- Anthony Caruso: Natchakoa
- Jack Elam: Yost
- Yvette Duguay: Starfire
- Morris Ankrum: J.I. 'Pop' Jones
- Chubby Johnson: Nat Collins
- Myron Healey: Hank
- Rodd Redwing: Powhani
- Paul Birch: Coronel Carrington